# Klaprooswasplaat
De klaprooswasplaat (Hygrocybe splendidissima) is een schimmel behorend tot de familie Hygrophoraceae. Hij leeft klei en humusarme grond.

## Kenmerken
De afgeknotte tot halfbolvormige hoed is 2 tot 7 cm in diameter en is droog, dof en diep scharlakenrood van kleur. De lamellen zijn bolvormig, bijna los tot nauw aanhechtend, ze zijn roodachtig of oranje van kleur met een lichte rand. De 3-10 cm lange en tot 1,5 cm dikke steelis hol, onregelmatig spoelvormig tot samengedrukt, gebogen en droog, gekleurd als de hoed, oranje, zelden geel, vaak geelachtig aan de basis en alsof hij opgeblazen is. Het vruchtvlees (trama) is rood in de hoed en geel of oranje in de steel. De vruchtlichamen staan vaak in trossen, losjes verbonden met meerdere aan de basis van de steel. Een geur van honing is typerend voor drogende en gedroogde exemplaren.

## Vergelijkbare soorten
In het veld is de soort normaal gesproken te onderscheiden dankzij zijn grootte en kleur. Het werd vroeger verward met de Hygrocybe punicea verward, maar de vruchtlichamen van de laatstgenoemde soort zijn donkerder, saaier rood, hebben licht stroperige hoeden en fibrillose stelen. Vruchtlichamen van de Hygrocybe coccinea zijn meestal veel kleiner en hebben licht stroperige hoeden die knobbelig zijn onder een lens. Beide soorten missen de kenmerkende geur van H. splendidissima, hoewel de veel kleinere, oranjerode Hygrocybe reidii ook een honinggeur heeft.

## Verspreiding
De klaprooswasplaat is wijdverbreid maar over het algemeen zeldzaam in heel Europa, met de grootste populaties in het Verenigd Koninkrijk, Duitsland, Zweden, Denemarken en Noorwegen. Net als andere wasplaten komt hij voor in oude, landbouwkundig niet-verbeterde graslanden met korte graszoden (weiden en gazons). Hygrocybe splendidissima komt ook voor op de officiële of voorlopige nationale rode lijsten van bedreigde schimmels in verschillende Europese landen, waaronder Kroatië, Denemarken, Duitsland, Noorwegen, en Zweden.
In Nederland komt de klaprooswasplaat uiterst zeldzaam voor.